# Nicolaas van Breyll

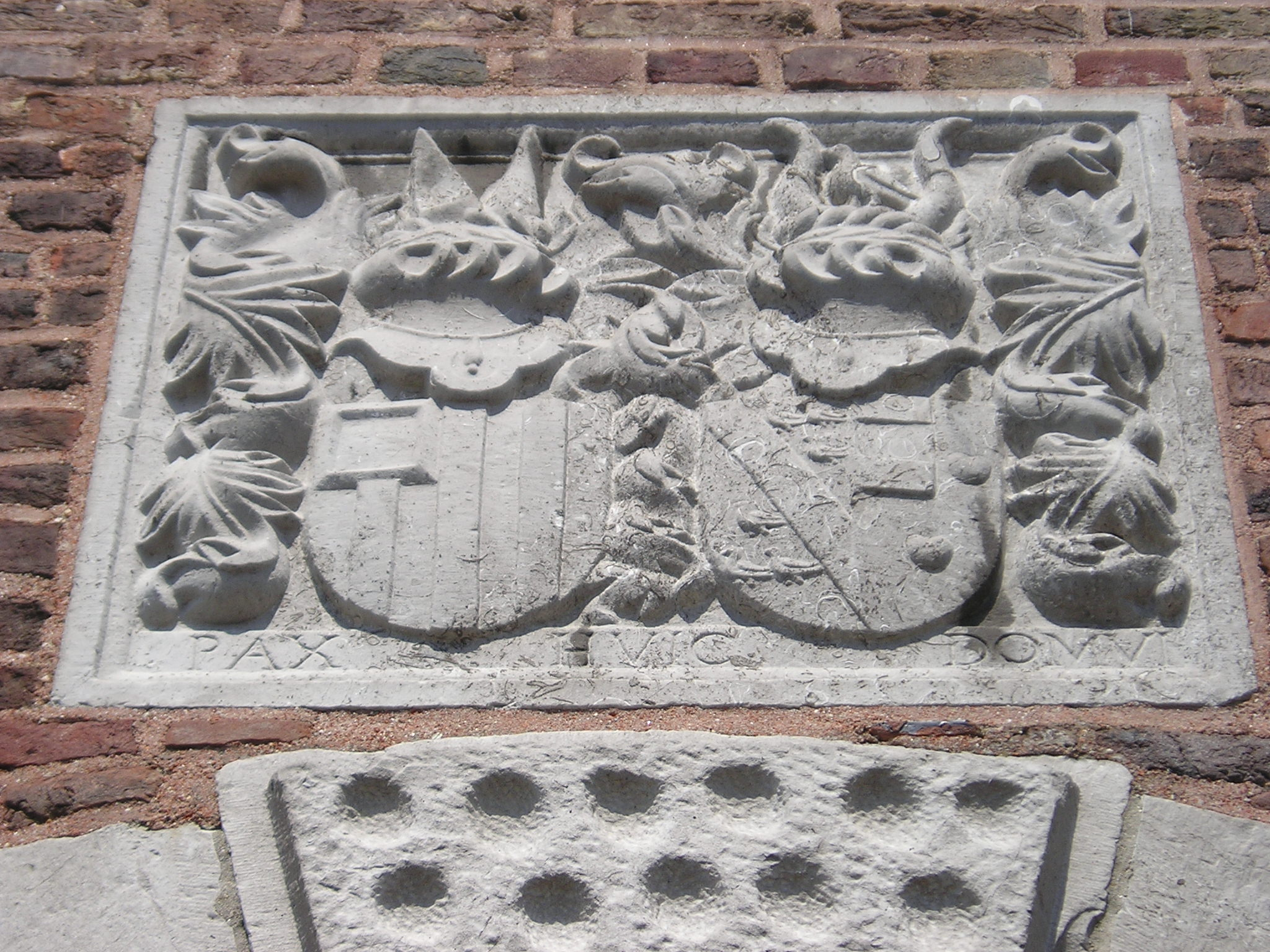
Wapensteen met de familiewapens van de familie van Breyll (links) en van Eynatten (rechts). Dit wapensteen is ingemetseld in de motte te Kasteel Limbricht

Nicolaas van Breyll (Oud-Valkenburg, Limburg 1589 – Limbricht, Limburg, 1655), ook wel Nicolaas van Moelenbach van Breyll genaamd, was kasteelheer van kasteel Limbricht en heer van de heerlijkheid Limbricht. Hiermee was hij heer van Limbricht en Einighausen.
Nicolaas van Breyll huwde met Maria van Eynatten. Zij hadden de volgende kinderen:
- Arnold van Breyll, als kind overleden
- Herman Winand van Breyll, ongehuwd
- Elisabeth Cecilia van Breyll, ongehuwd
- Johanna Helena van Breyll, religieuze, vanaf 1680 abdis van het St. Salvatorstift te Susteren
- Maria Elisabeth van Breyll, tr. Johan Wolfgang Willem Bentinck
- Franciscus van Breyll, als kind overleden

## Herbouw van een kasteel

### Kasteel Genhoes
In 1576 of 1579 was Kasteel Genhoes door de Spanjaarden verwoest. Het kasteel werd door Nicolaas van Breyll opgebouwd.

In 1609 ging het kasteel over aan Ulrich Hoen van Hoensbroek. Hierbij werd de zeggenschap over het kasteel en de goederen van de heerlijkheid Oud-Valkenburg overgedragen.

### Kasteel Limbricht
Toen in 1619 de laatste nazaat van de familie Scheifart van Merode overleed, ging het kasteel over op de familie van Breyll. Omdat Nicolaas van Breyll via zijn moeder, Maria van Streithagen, van Huis Hulsberg, familie was van de Scheifarts van Merode, werd kasteel Limbricht op 10 september 1619 zijn bezit. In 1633 kreeg hij ook de heerlijkheid Limbricht toegewezen.

In welke staat het kasteel bij de overdracht verkeerde is onbekend. Waarschijnlijk was het kasteel door oorlogshandelingen van de Gelderse successie-oorlog (1538-1543) beschadigd geraakt. In ieder geval was het vanuit militair oogpunt verouderd. Wellicht heeft Nicolaas van Breyll vanwege de strategische ligging besloten om een geheel nieuwe burcht te bouwen. Dit paste in ieder geval bij zijn politiek van strikte onafhankelijkheid die hij zowel aan het Land van Gulik als aan de Republiek der Zeven Verenigde Nederlanden kon demonstreren. Het is zeker dat het kasteel diende als een symbool van lokale macht.

In de wapensteen van het mottekasteel staan de familiewapens van Nicolaas van Breyll en Maria van Eynatten opgenomen. Uit de wapensteen kan tevens worden afgeleid dat de bouw van het mottekasteel in 1622 is begonnen. Het mottekasteel was per 1630 gereed.

## Politiek
Nicolaas van Breyll stelde zich onafhankelijk op ten opzichte van de hertog van Gulik, wiens macht reeds tot het naburige Sittard reikte, en die Limbricht aan zijn gebied wilde toevoegen. In de jaren 1630-1632, vrijwel onmiddellijk na het gereedkomen van het kasteel, ondernamen de Gulikse troepen verschillende pogingen om het kasteel in te nemen. Deze pogingen bleven echter zonder resultaat.

In 1650 lukte het de Gulikse troepen, tot twee keer toe, om het kasteel te belagen. De eerste keer vonden plunderingen plaats in de nacht van 18 op 19 april. Rond middernacht hadden 3.000 soldaten en inwoners van het land van Gulik voor de poorten van het kasteel verzameld. Zij waren gewapend met stokken, bijlen, hamers, zagen, “hantgranaten” en “andere sorten instrumenten”.
De belagers slaagden erin over de grachten te komen en zich van het kasteel meester te maken. Zij hebben het “van onder tot boven ende van alle kanten uutgeplundert. Zelfs het kasteelkapelletje werd niet ontzien. Er werd op zulke schaal geroofd “dat er niet een paer schoene en is overgebleven geweest. ” Alle deuren, vensters, kisten, kasten en alles wat niet kon worden meegenomen, werd kort en klein geslagen.
Ook de voorburcht werd geplunderd; pas aangeplante bomen werden uit de grond gerukt en de duiven van het dak geschoten. De plundering duurde van drie uur tot zeven uur ‘s morgens. Nicolaas van Breyll wist uit handen van de vijand te blijven. Hij leed een schade van “20.000 patacons” (een zilveren patakon, ook wel Brabantsche rijksdaalder genoemd, had een waarde van 48 stuivers).

Nicolaas van Breyll deed zijn beklag in Brussel. Bij zijn terugkomst werd zijn kasteel in de nacht van 18 op 19 oktober wederom door Gulikse troepen aangevallen. Dit keer werden die gesteund door in Sittard gelegerde soldaten en inwoners uit Limbricht. Ook nu werden kasteel en voorburcht geplunderd. Bovendien werden “allen die pampieren (artikelen, bescheiden, registers) ende documenten verbrandt. ” Om die reden is er nu geen kasteelarchief meer aanwezig.

Nicolaas van Breyll had zich verborgen “in eenen gewelffden thooren”. en wist uit handen van zijn belagers te blijven. Zijn vrouw bracht het er slechter af: Maria van Eynatten tot Neuborg, “wesende eene bejaerde matrone werd met slaegen ende stooten soo onmenschelyck getracteert, dat sy percyel heeft geloopen daeervan te sterven.”

De schade van deze tweede plundering bedroeg “6.000 patacons” en het verlies van de hele administratie. Het kasteel werd niet in brand gestoken.
De plunderaars vernielden verder de molen van Nicolaas van Breyll (deze stond op de tegenwoordige parkeerplaats aan de Molenstraat) en de brouwerij aan de Platz.
Onmiddellijk na de tweede plundering ging Nicolaas van Breyll opnieuw naar Brussel om zijn beklag te doen. Op 12 november 1650 gaf aartshertog Leopold Willem van Oostenrijk opdracht een Spaans garnizoen in Limbricht te legeren. Dit garnizoen verbleef de gehele winter op het kasteel. Nicolaas van Breyll betaalde hiervoor “2.800 patacons”.

## Opvolging
Nicolaas van Breyll overleed in 1655. Zijn zoon Herman Winand van Breyll volgde hem als kasteelheer van Limbricht en als heer van Limbricht op.

## Begraven
Nicolaas van Breyll werd begraven in het Sint Salviuskerk te Limbricht. Hij werd onder het priesterkoor bijgezet in een grafkelder, die hij zelf had laten aanleggen.

Zijn dochter, Elisabeth Cecilia van Breyll, liet in het Sint Salviuskerk te Limbricht bij de ingang van de grafkelder een memorieplaat plaatsen voor haar ouders en haar broer als teken van eeuwige gedachtenis.

In 1823 werd de vervallen kelder opgegraven. Er waren toen drie grafkisten in de grafkelder aanwezig, de kisten van Nicolaas van Breyll, Maria van Eynatten en Herman Winand van Breyll. De ingang van de grafkelder werd dichtgemetseld en de trap met aarde aangevuld.

## Galerij

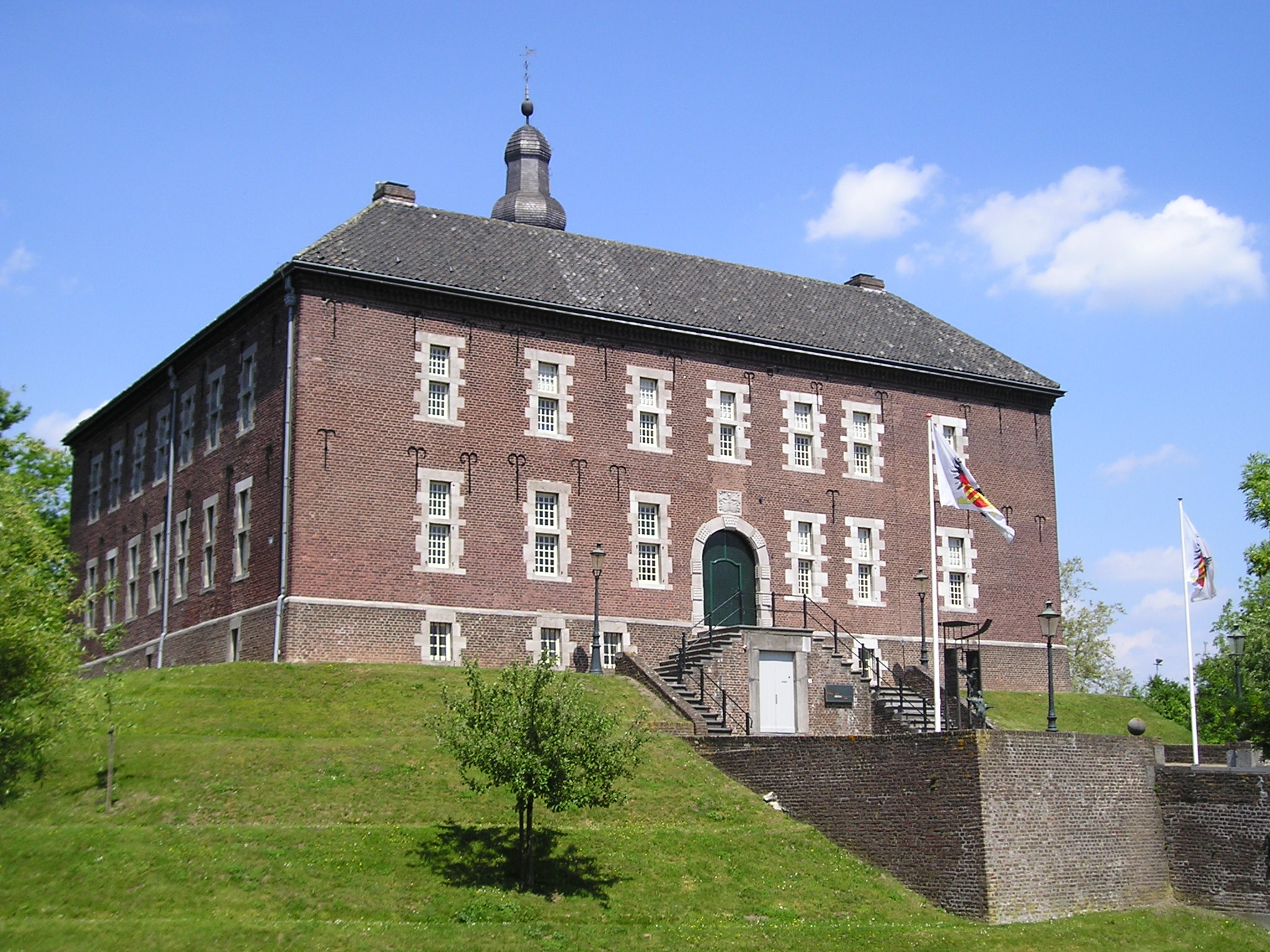
De motte van Kasteel Limbricht
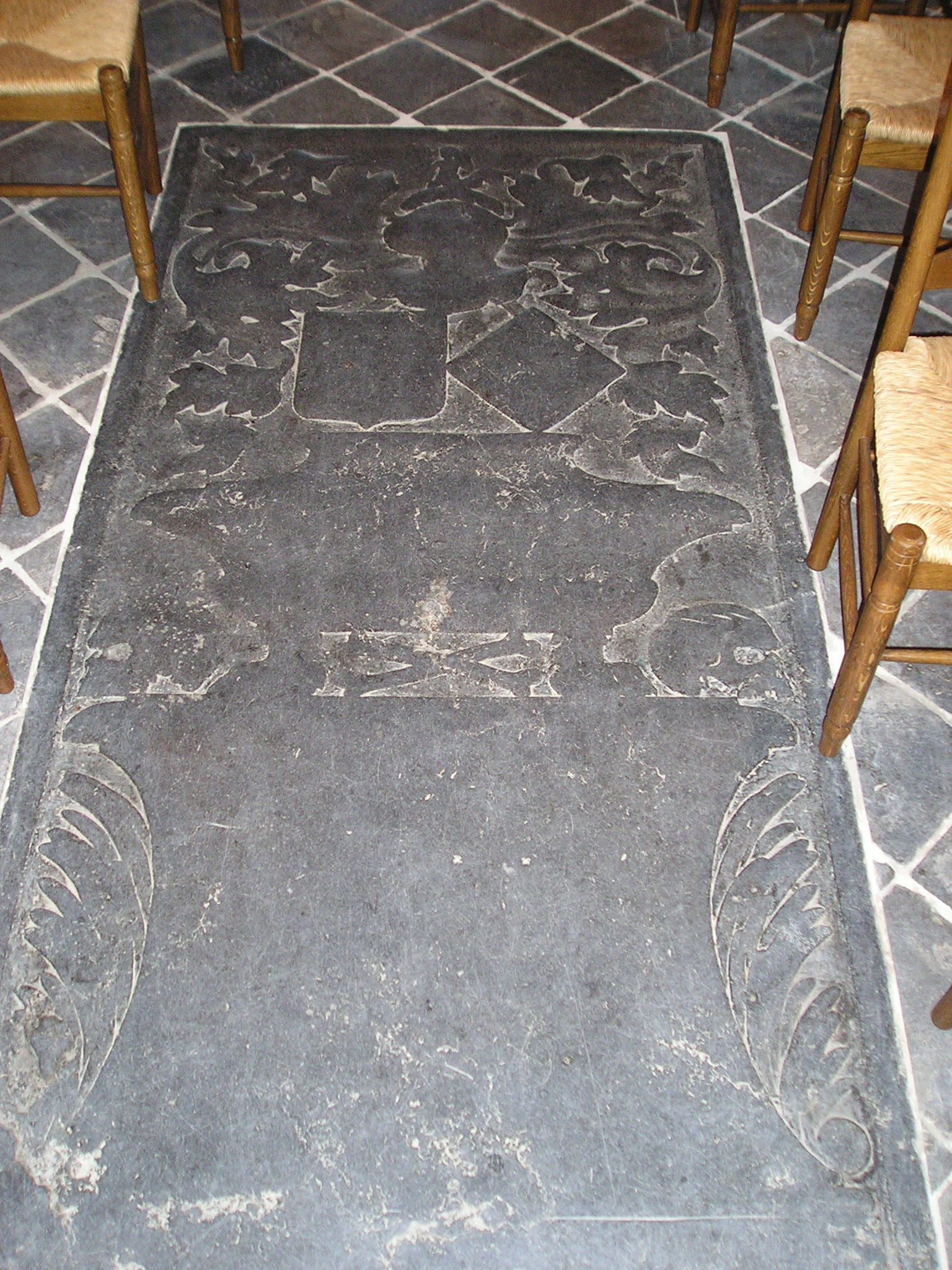
Verweerde grafsteen van de familie Van Breyll in het Sint Salviuskerkje te Limbricht
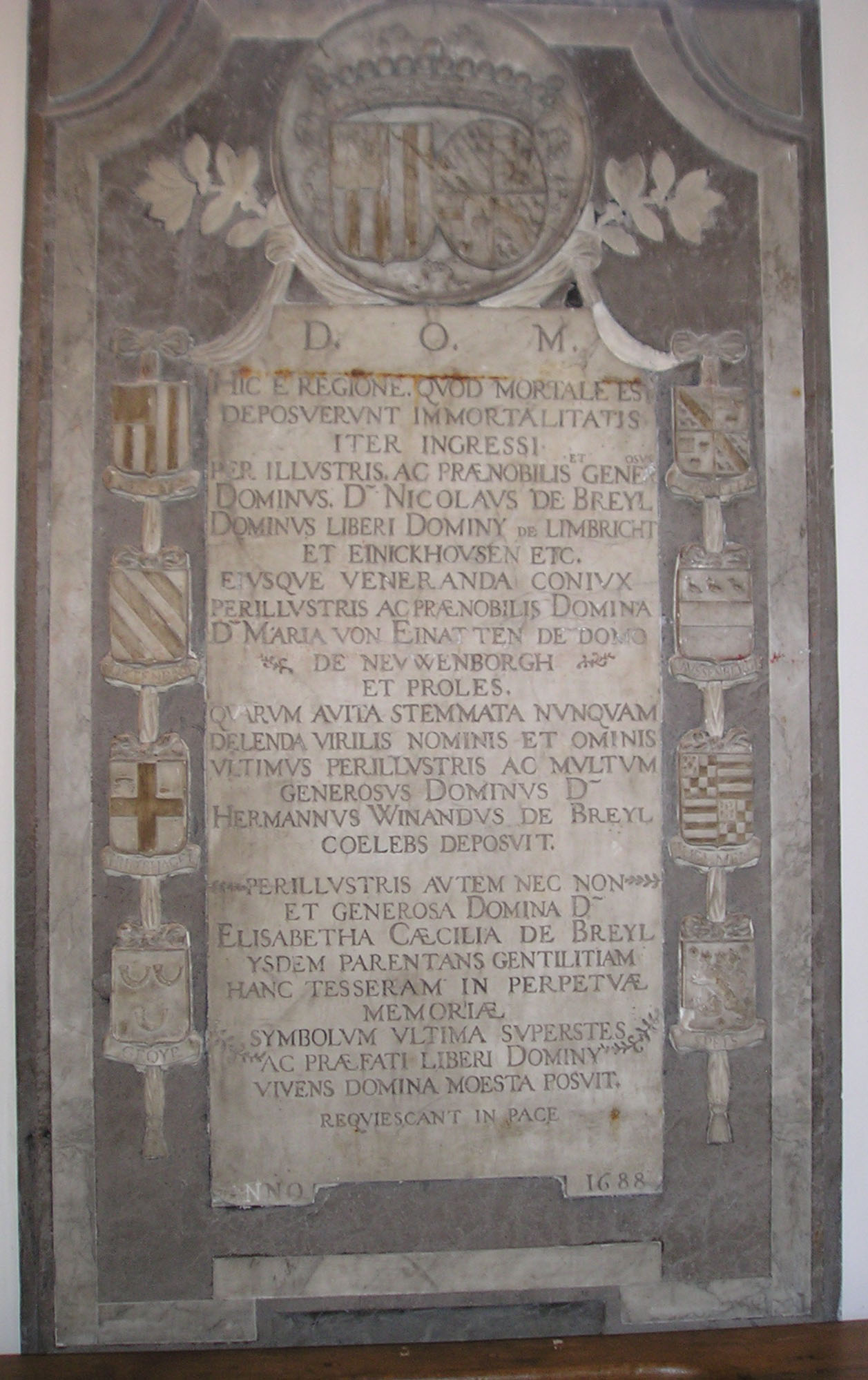
Gedenksteen voor de familie Van Breyll in het Sint Salviuskerkje te Limbricht